# Chanpurū
Chanpurū (チャンプルー) là một món xào Okinawa. Nó được coi là món đại diện cho Ẩm thực Okinawa. Chanpurū thường gồm có đậu phụ trộn với vài loại rau củ, thịt, hay cá. Thịt nguội (như Spam hay Tulip kiểu Đan Mạch), trứng, moyashi (giá đỗ) và gōyā (khổ qua) là các nguyên liệu khác được dùng nhiều. Spam thường không được dùng ở đất liền Nhật Bản; nhưng nó được dùng nhiều hơn ở Okinawa chính vì ảnh hưởng lịch sử về sự giới thiệu nó từ Hải quân Hoa Kỳ. Chanpurū trong tiếng Okinawa là "thứ gì đó được trộn với nhau" và từ đô khi được dùng để chỉ văn hóa Okinawa, vì nó có thể được xem là sự kết hợp của văn hóa Okinawa truyền thống, Trung Quốc, đất liền Nhật Bản, Đông Nam Á và Bắc Mỹ. Tên này có nguồn gốc từ từ campur (đọc là "cham-pua") trong tiếng Mã Lai hay Indonesia, nghĩa là "trộn".
Từ lâu, một đặc sản địa phương chỉ có ở Okinawa, chanpurū trong những năm gần đây, thông qua các chương trình truyền hình và sự quan tâm ngày càng tăng đến văn hóa Okinawa, đã lan rộng đến nhiều nhà hàng trên đất liền Nhật Bản.

## Các loại chanpurū
Gōyā chanpurū là chanpurū tinh túy. Nó bao gồm gōyā (khổ qua), trứng, đậu phụ, và Spam hoặc thịt lợn thái mỏng. Nó cũng thường bao gồm các loại rau như cà rốt.
Tofu chanpurū là đậu hũ xào với rau và Spam, thịt xông khói, thịt ba chỉ cắt mỏng hoặc cá ngừ đóng hộp. Không giống như đậu phụ của Nhật Bản, đậu phụ Okinawa chắc chắn và không bị vỡ khi xào. Cách tốt nhất là vò đậu phụ cho vào chảo rán bằng tay để tránh các khối đồng nhất.
Māmina chanpurū là một phiên bản của chanpurū chứa moyashi, hoặc giá đỗ xanh.
Fu chanpurū được làm bằng fu, một loại gluten lúa mì. Nó được xào với rau và thịt như trên.
Sōmen chanpurū (somin chanpurū ở Okinawa) bao gồm sōmen, sợi mì rất mỏng. Chúng được xào trong dầu với hành lá và thịt như trên.